# Kintsugi

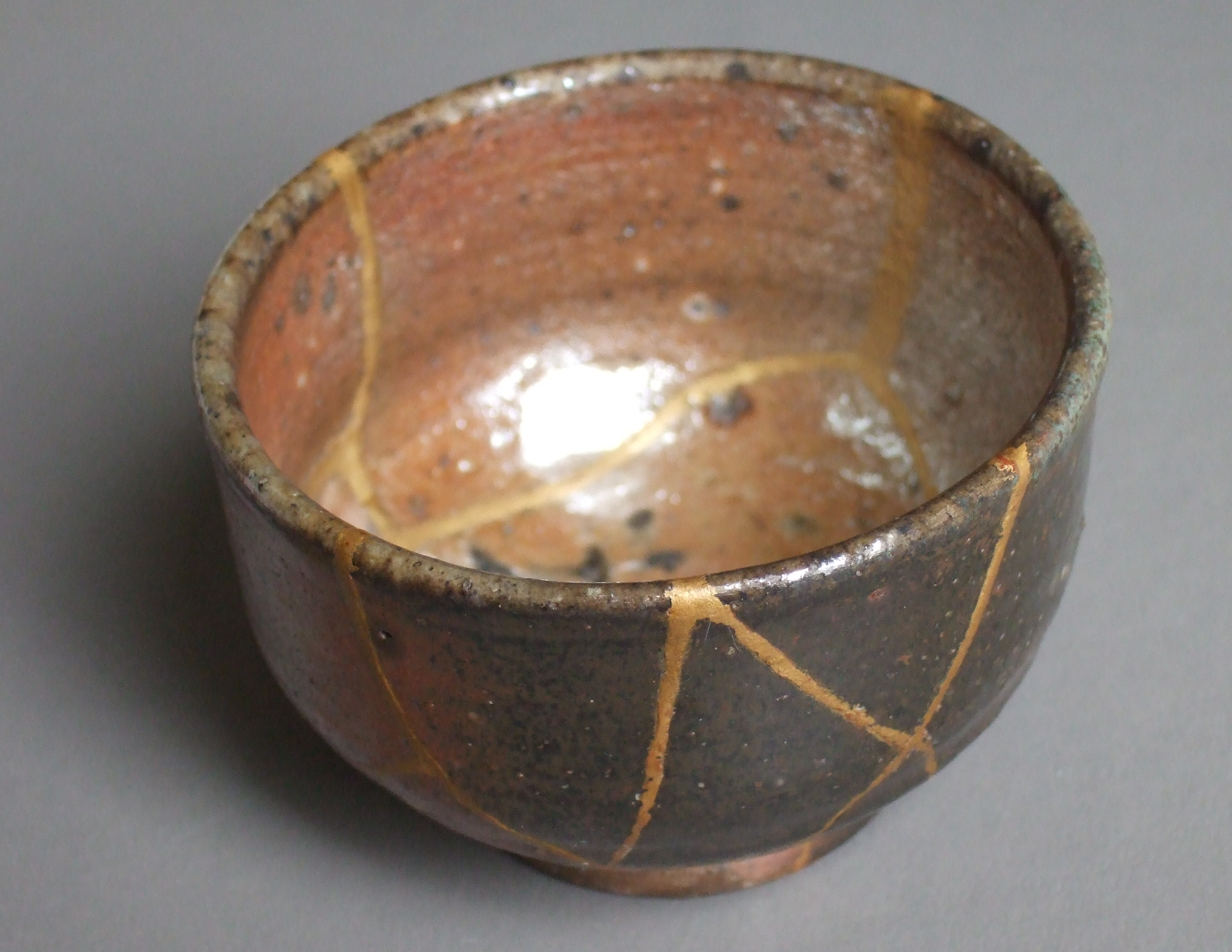
Un exemple de kintsugi sur un bol.

Le kintsugi (金継ぎ, « jointure en or ») ou kintsukuroi (金繕い, « réparation en or ») est une méthode japonaise de réparation des porcelaines ou céramiques brisées au moyen de laque saupoudrée de poudre d'or,. Philosophiquement, c'est reconnaître la brisure et la réparation comme faisant partie de l'histoire de l'objet, plutôt que la dissimuler.

## Histoire
Le kintsugi serait apparu lorsque, à la fin du XVe siècle, le shogun Ashikaga Yoshimasa a renvoyé en Chine un bol de thé chinois endommagé pour le faire réparer. Le bol étant revenu réparé avec de vilaines agrafes métalliques, les artisans japonais auraient cherché un moyen de réparation plus esthétique.[réf. nécessaire]
La réparation de vaisselles avec des laques provenant de résines de plantes est une tradition pratiquée en Chine, en Corée, au Japon et au Viêt Nam, mais les réparateurs japonais amenèrent une touche esthétique particulière en y ajoutant de la poudre d'or. Cela relève d'une philosophie qui prend en compte le passé de l'objet, son histoire et donc les accidents éventuels qu'il a pu connaître. La casse d'une céramique ne signifie plus sa fin ou sa mise au rebut, mais un renouveau, le début d'un autre cycle et une continuité dans son utilisation. Il ne s'agit donc pas de cacher les réparations, mais de mettre celles-ci en avant.
Les collectionneurs se sont épris de cet art nouveau au point que certains ont été accusés d'avoir délibérément cassé de précieuses poteries afin qu'elles puissent être réparées avec les coutures d'or du kintsugi. Le kintsugi est étroitement associé aux ustensiles en céramique employés pour la cérémonie japonaise du thé.

## Technique

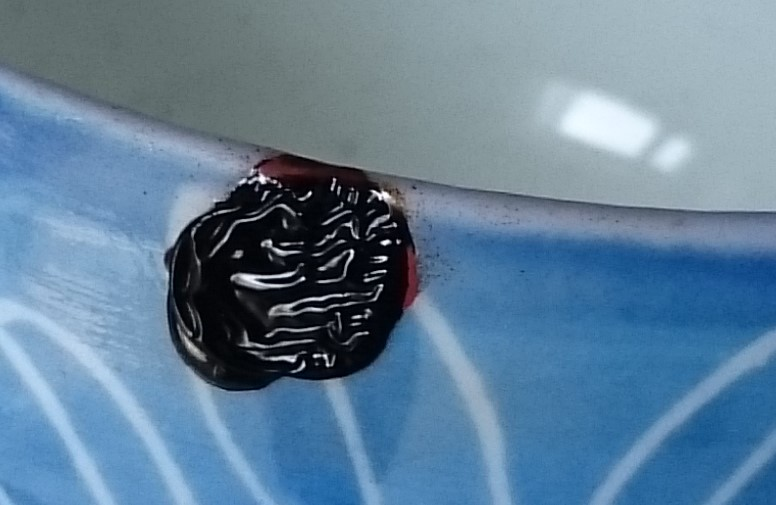
Laquage manqué, la surface n'est pas lisse.

La laque est ici pétrie avec de la farine de blé et de l'eau avant de l'appliquer pour renforcer le maintien des différents morceaux. Ce mélange épais est mis entre les tessons, lors de l'assemblage. Lorsqu'il sèche, ce mélange se rétracte, laissant alors apparaître des crevasses. Celles-ci sont remplies par un mélange dilué, appelé kokuso urushi (刻苧漆, laque de fibre de ramie), fait de grains de riz, de fibre de ramie et de poudre de bois, qui est appliqué directement sur la laque. La technique utilisée pour la réparation à la laque mélangée à des paillettes d'or est proche des techniques du maki-e utilisées traditionnellement par les artisans laqueurs japonais.
Cette technique de réparation de la céramique ne se limite pas à l'utilisation de l'or et peut aussi se faire sur d'autres modes. Ainsi, lorsque de l'argent est utilisé à la place de l'or, la technique prend le nom de gintsugi (銀継ぎ, jointure d'argent) ou le nom d'urushi tsugi (漆継ぎ, jointure de laque) lorsque de la simple laque est utilisée sans additif métallique.

## Symbolique
L'art du kintsugi est souvent utilisé comme symbole et métaphore de la résilience en psychologie,,.

## Courant de pensée
Le kintsugi s'inscrit dans la pensée japonaise du wabi-sabi qui invite à reconnaître la beauté qui réside dans les choses simples, imparfaites et atypiques.